# Martin Erlić
Martin Erlić, né le 24 janvier 1998 à Zadar en Croatie, est un footballeur international croate qui évolue au poste de défenseur central au FC Midtjylland.

## Biographie

### Carrière en club
Né à Zadar en Croatie, Martin Erlić passe par le HNK Rijeka avant de rejoindre l'Italie et le centre de formation du Parme Calcio. Il rejoint ensuite l'US Sassuolo, où il poursuit sa formation.
Le 10 juillet 2018 il est prêté au Spezia Calcio. Il joue son premier match le 4 août 2018, à l'occasion d'une rencontre de coupe d'Italie face à l'US Sambenedettese. Il est titulaire ce jour-là et son équipe s'impose par deux buts à un. Toutefois il se blesse gravement au genou quelques jours plus tard et il joue aucun autre match lors de cette saison 2018-2019.
Malgré sa longue absence, Spezia décide de le recruter définitivement le 15 juillet 2019. Lors de la saison 2019-2020, Erlić s'impose comme un joueur régulier de l'équipe première, il s'impose en défense centrale à la mi-saison et participe à la montée historique du club en Serie A, Spezia accédant pour la première fois de son histoire à l'élite du football italien.
Le 16 août 2021, Sassuolo décide de faire revenir Erlić avant de le prêter à nouveau à Spezia pour la saison 2021-2022.
Erlić fait finalement ses débuts avec l'US Sassuolo, lors de la saison 2022-2023. Il joue son premier match lors de la deuxième journée de championnat, le 20 août 2022, face à l'US Lecce. Il est titularisé ce jour-là, et son équipe s'impose par un but à zéro.
Le 2 août 2024, Martin Erlić rejoint le Bologne FC, signant un contrat de cinq ans, soit jusqu'en juin 2029.
Peu utilisé à Bologne, Martin Erlić quitte le club un an après son arrivée. Il rejoint alors le Danemark en signant le 4 août 2025 au FC Midtjylland pour un contrat courant jusqu'en juin 2030.

### En sélection nationale
Avec les moins de 19 ans, il participe au championnat d'Europe des moins de 19 ans en 2016. Il joue deux matchs en tant que titulaire dans ce tournoi, mais avec trois défaites en trois matchs la Croatie est éliminée dès la phase de groupe.
Martin Erlić joue son premier match avec l'équipe de Croatie espoirs le 3 septembre 2020 face à la Grèce. Il est titularisé et son équipe s'impose par cinq buts à zéro. Il est ensuite retenu avec cette sélection pour disputer le championnat d'Europe espoirs en 2021.
Martin Erlić honore sa première sélection avec l'équipe nationale de Croatie le 6 juin 2022 contre la France. Il est titularisé et les deux équipes se neutralisent (1-1 score final). Il révèle après le match qu'il a manqué le mariage de son frère afin de participer à la rencontre.
Le 9 novembre 2022, il est sélectionné par Zlatko Dalić pour participer à la Coupe du monde 2022.
Le 20 mai 2024, il figure dans la liste des 26 joueurs croates retenus par Zlatko Dalić pour participer à l'Euro 2024. 

## Palmarès
Avec la sélection croate, Martin Erlić est finaliste de la Ligue des nations en 2023.